# Calimete
Calimete es una ciudad y municipio de la Provincia de Matanzas, en Cuba.
La ciudad fue fundada en 1867 por José Antonio Castañeda.